# Hans Zengeler
Hans Zengeler (* 10. August 1945 in Ebingen) ist ein deutscher Schriftsteller.

## Leben und Werk
Nach dem Abitur, das er 1966 ablegte, studierte Zengeler mehrere Semester Jura, Psychologie und Japanologie an den Universitäten Tübingen und Freiburg.
1969 begann er, literarische Texte zu verfassen. Ermutigt durch den Kommentar Martin Walsers, seine Sprache rage weit über den Amateurstatus hinaus, schrieb Zengeler zunächst eine Reihe von Gemäldegedichten, die u. a. in der Literaturzeitschrift die horen veröffentlicht wurden. Anschließend entstanden satirische Texte, die die Auswüchse der Studentenbewegung thematisierten und später im Roman Traumtänzer verarbeitet wurden. Ab Mitte der 1970er Jahre verfasste er keine Lyrik mehr; Zengeler wandte sich nun ausschließlich der Prosa zu und schrieb Romane, Erzählungen, Satiren und Hörspiele.
Nachdem er 1979 im Trierer Kleinverlag éditions trèves mit dem Roman Befehlsverweigerung debütierte, erschien der zweite Einzeltitel – Schrott. Ein Bericht – 1983 im Suhrkamp Verlag.
Die Mehrzahl der Bücher Zengerles wurden von der dahlemer verlagsanstalt herausgebracht, so 2019 Randgeher. Ungerade Geschichten, von denen Imre Török sagt: Zengelers Figuren gehen an einbrechenden Zivilisationsrändern entlang. Beobachten haarscharf, sarkastisch mit verächtlicher Ironie die Umtriebe, und wir erleben geradezu kafkaeske Begebenheiten, ob im verlogenen Literaturbetrieb oder in menschlichen Betriebsunfällen des Lebens.
Hans Zengeler lebt in Sandhausen.

## Einzeltitel
- Randgeher. Ungerade Geschichten. dahlemer verlagsanstalt, Berlin 2019, ISBN 978-3-928832-83-0.
- Noch ein wenig Zeit. Roman. dahlemer verlagsanstalt, Berlin 2016, ISBN 978-3-928832-62-5.
- In einer erdfernen Welt. Bericht. dahlemer verlagsanstalt, Berlin 2015, ISBN 978-3-928832-54-0.
- Das letzte Geheimnis. Roman. Verlag André Thiele, Mainz 2013, ISBN 3-95518-006-9.
- Die größte Liebe aller Zeiten. Roman. Verlag André Thiele, Mainz 2013, ISBN 978-3-95518-000-3.
- Gestorben wird später. Roman. Verlag André Thiele, Mainz 2012, ISBN 3-940884-87-1.
- Morgendämmerung. Roman. dahlemer verlagsanstalt, Berlin 2002, ISBN 978-3-928832-14-4.
- Der reinste Terror. Erzählungen. dahlemer verlagsanstalt, Berlin 1996, ISBN 978-3-928832-05-2.
- Traumtänzer. Verlag G. Braun, Karlsruhe 1993, ISBN 3-7650-8121-3, Neuausgabe: dahlemer verlagsanstalt, Berlin 1999, ISBN 978-3-928832-09-0.
- Das Geständnis. Roman. Gessler Verlag, Friedrichshafen 1988, ISBN 3-935093-11-X.
- Roßkuren. Satirisches Sachbuch. Mabuse Verlag, Frankfurt am Main 1986, ISBN 978-3-925499-32-6.
- Die Sorge des Hausmanns. Monolog. Drumlin Verlag, Weingarten 1985, ISBN 3-924027-31-5; Neuausgabe: demand-Verlag 2001, ISBN 3-935093-10-1.
- Schrott. Ein Bericht. Suhrkamp Verlag, Frankfurt am 1983, ISBN 3-928832-03-4; Neuausgabe: dahlemer verlagsanstalt, Berlin 1992, ISBN 978-3-928832-03-8.
- Befehlsverweigerung. Roman. éditions trèves, Trier 1979, ISBN 978-3-88081-081-5.

## Hörspiele
- Der Denunziant. Hessischer Rundfunk, Frankfurt am Main 1982.
- Gewaltlose Gewalt. Hessischer Rundfunk, Frankfurt am Main 1985.
- Passiv bewaffnet. Hessischer Rundfunk, Frankfurt am Main 1985.
- Der geheime Nutzen. Hessischer Rundfunk, Frankfurt am Main 1986.
- Die Belohnung. Hessischer Rundfunk, Frankfurt am Main 1987.
- Der Ernährungsbedarfskoeffizient. Hessischer Rundfunk, Frankfurt am Main 1987.
- Der Kostenvoranschlag. Hessischer Rundfunk, Frankfurt am Main 1987.
- Theorie und Praxis. Hessischer Rundfunk, Frankfurt am Main 1987.
- Volksverhetzung. Hessischer Rundfunk, Frankfurt am Main 1987.
- Blackout. Hessischer Rundfunk, Frankfurt am Main 1988.
- Das J-Syndrom. Hessischer Rundfunk, Frankfurt am Main 1992.
- Reines Wohnen. Hessischer Rundfunk, Frankfurt am Main 1992.
- Ein gastfreies Land. Hessischer Rundfunk, Frankfurt am Main 1995.
- Der PPI-Effekt. Hessischer Rundfunk, Frankfurt am Main 1995.
- Der zulässige Zweifel. Hessischer Rundfunk, Frankfurt am Main 1995.
- Der Schutzmehrwert. Hessischer Rundfunk, Frankfurt am Main 1997.
- Volksgesundheit. Hessischer Rundfunk, Frankfurt am Main 1999.
- Deutsche Leitkultur. Hessischer Rundfunk, Frankfurt am Main 2001.

## Anthologien und Literaturzeitschriften (Auswahl)
- Ewige Begegnung. Prosa. In: Wespennest, Wien 1974, S. 55–56.
- Aktenzeichen 2 JS 175/68: Ein Bericht über die fehlgeschlagene Dressur zum Gehorsam. Prosa. In: Wespennest, 20. Ausgabe, Wien 1975, Seite 58–65.
- Der Staatsfeind. Gemäldegedicht zu A. Paul Webers Lithografie Der Staatsfeind. In: die horen, 100. Ausgabe, Bremerhaven 1975, S. 50.
- Ein Bericht über die fehlgeschlagene Dressur zum Gehorsam. Stück. In: Literarische Hefte, 53. Ausgabe 1977, S. 30–38.
- Der Denunziant. In: die horen, 113. Ausgabe, Bremerhaven 1979. S. 85–90.
- Theorie & Praxis: Ein Um-/Lernprozeß in drei Akten. Gedicht. In: die horen, 121. Ausgabe, Bremerhaven 1981, S. 79–81.
- Das Suhrkamp Taschenbuch. Erzählungen und Gedichte aus 1001 Suhrkamp Taschenbüchern. Suhrkamp Verlag, Frankfurt am Main 1984.
- Non e molto importante ... In: Erste Ludwigsburger Begegnung. Goethe-Institut, Schwäbisch Hall 1985.
- Einbruch. In: Mauerläufer. Literarisches Jahresheft, Ravensburg 2015.
- Noch ein wenig Zeit. In: Bawülon, 26. Ausgabe, Pop Verlag, Ludwigsburg 2017.

## Auszeichnung, Stipendien
- 1982: Jahresstipendium für Literatur des Landes Baden-Württemberg
- 1984: Stipendium der Kunststiftung Baden-Württemberg
- 1989: 3. Preis Erzählwettbewerb Schmerzende Grenzen
- 1980/85/87/89: Arbeitsstipendien Förderkreis dt. Schriftsteller in Baden-Württemberg